# Lengyeltóti
Lengyeltóti [lenděltóti] (srbsky Ленђелтот, Lenđeltot) je město v Maďarsku v župě Somogy, spadající pod okres Fonyód. Nachází se asi 35 km severozápadně od Kaposváru a asi 9 km jihovýchodně od břehu Balatonu. Do roku 2013 byl správním městem okresu Lengyeltóti, ten byl však zrušen a přidělen okresu Fonyód. V roce 2015 zde žilo 3 003 obyvatel. Podle statistik z roku 2011 zde byli Maďaři (89 %), Romové (8,3 %) a i malé menšiny (vždy po 0,1 % obyvatel města) Němců, Chorvatů a Arménů.
Nejbližšími městy jsou Balatonboglár, Fonyód a Marcali. Blízko jsou též obce Buzsák, Gyugy, Hács, Kisberény, Öreglak a Szőlősgyörök.